# Euterpe oleracea
Euterpe oleracea, im Deutschen neben anderen Arten auch Kohlpalme genannt, ist eine südamerikanische Pflanzenart aus der Gattung Euterpe innerhalb der Familie der Palmengewächse (Arecaceae). Vor allem in Brasilien werden die Früchte und die Palmherzen als Nahrungsmittel genutzt. Hier heißt die Palme açaizeiro, die Frucht açaí ([aˌsaˈi] Ausspracheⓘ). Im deutschsprachigen Raum wird die Frucht unter dem Namen Açaí-Beere vermarktet.

## Merkmale
Euterpe oleracea ist eine mehrstämmige Palme mit bis zu 45 Stämmen, die Höhen über 25 m bei einem Durchmesser von 7 bis 18 cm erreichen können. Sie sind meist von Flechtenbewuchs grau, an der Basis befindet sich ein Kegel von roten Adventivwurzeln. Die Art bildet auch Pneumatophoren (Luftwurzeln).
Die Krone besteht aus 8 bis 14 bogigen Blättern. Die Blattscheide ist 0,6 bis 1,5 m lang, dunkelbraun, purpurn, grün, rotgrün oder gelbgrün und besonders am kurzen Blatthäutchen mit wenigen braunen Schuppen besetzt. Der Blattstiel ist 17 bis 50 cm lang, die Rhachis 1,5 bis 3,7 m. An jeder Seite sitzen 40 bis 80 Fiederblättchen, die meist hängen, seltener waagrecht abstehen. Die Mittelrippe ist deutlich ausgeprägt, daneben gibt es je zwei bis drei seitliche Adern. Das unterste Fiederblättchen ist 40 bis 74 cm lang, die mittleren 0,6 bis 1,1 m, das apikale 24 bis 50 cm.
Der Blütenstand steht zwischen den Blättern und zur Blüte meist horizontal. Der Blütenstandsstiel ist 5 bis 15 cm lang, das Vorblatt 43 bis 66 cm. Das Hochblatt am Blütenstandsstiel ist 66 bis 95 cm lang und 11 bis 14 cm breit. Die Blütenstandsachse ist 35 bis 68 cm lang und dicht mit weißlich-braunen, verzweigten Haaren besetzt. Es gibt 80 bis 162 Seitenzweige, die 21 bis 75 cm lang sind und mit kurzen, angedrückten weißlich-braunen Haaren bedeckt. Die Blüten stehen in Triaden.

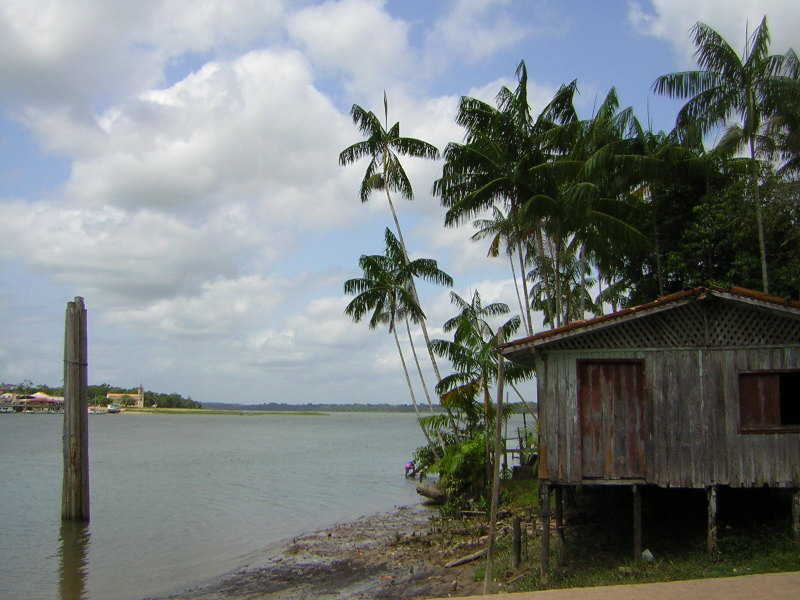
Kohlpalmen am Ufer des Rio Capim in São Domingos do Capim

Die männlichen Blüten sind 4 bis 5 mm lang. Die Kelchblätter sind dreieckig bis oval, 2 bis 3,5 mm lang und bewimpert. Die Kronblätter sind oval 3 bis 4 mm lang und purpurn bis purpurrot. Die Staubblätter stehen an einem kurzen Receptaculum. Die Staubfäden sind 1,5 bis 4 mm lang, die Antheren 2 bis 2,5 mm. Das Stempelrudiment ist 2 bis 3 mm lang und an der Spitze dreilappig. Die weiblichen Blüten sind 3 mm lang, ihre Kelchblätter 2 mm lang, breit dreieckig und bewimpert, die Kronblätter breit dreieckig und 2 bis 3 mm lang.
Die glänzenden Steinfrüchte sind kugelig mit 1 bis 2 cm Durchmesser. Der Narbenrest sitzt seitlich. Das Exokarp ist purpur-schwarz, schwarz oder grün und fast glatt bis sehr fein texturiert. Die braunen Samen sind kugelig, das Endosperm ist tief gefurcht. Das Primärblatt ist zweiteilig.

## Verbreitung
Die Art kommt von Panama bis Brasilien vor: Panama (San Blas), Pazifikküste von Nord-Ecuador (Esmeraldas, Pichincha) wie von Kolumbien (Cauca, Chocó, Córdoba, Narino, Valle, Vichada), Trinidad, Venezuela (Bolivár, Delta Amacuro, Sucre), Guyana, Suriname, Französisch-Guayana  und Brasilien (Amapá, Maranhão, Pará, Tocantins). Sie wächst in großen Beständen in tiefliegenden, von den Gezeiten beeinflussten Gebieten in Meeresnähe und an feuchten Standorten in Flussnähe. Selten wächst sie weiter landeinwärts, dann stets an nassen Standorten in Flussnähe.
Im östlichen Amazonas-Becken ersetzt Euterpe oleracea die Euterpe precatoria. In der Küstenregion von Kolumbien und im Regenwald von Peru und Ecuador sind beide Arten vorzufinden, sie kommen also sympatrisch vor. Allerdings wächst hier Euterpe oleracea stets an überfluteten Standorten, während Euterpe precatoria immer auf nicht überfluteten Standorten wächst.
Euterpe oleracea kann gestörte, sumpfige Standorte sehr aggressiv besiedeln. Die natürlichen Standorte sind allerdings durch Reisanbau und Shrimps-Farmen gefährdet.

## Taxonomie
Euterpe oleracea wurde 1824 von Carl Friedrich Philipp von Martius in Historia Naturalis Palmarum Band 2 Seite 29 Tafel 29, 30 erstbeschrieben.

## Nutzung
Euterpe oleracea ist in ihrem ganzen Verbreitungsgebiet eine wirtschaftlich wichtige Art, da sowohl die Früchte als auch die Palmherzen essbar sind. In Belém bilden die Früchte einen wichtigen Beitrag zur Ernährung der Bevölkerung und in den von Caboclos bevölkerten Gegenden am Unterlauf des Amazonas wird die Palme sogar als Hauptnahrungsmittel beschrieben. Das fleischige Mesokarp der Früchte wird – mit Wasser vermischt – zu einem Getränk verarbeitet, ebenso zu Sorbet. Der Geschmack der Beeren wird u. a. als fettig, erdig und adstringierend beschrieben.
In Europa ist die Frucht üblicherweise als gefriergetrocknetes Pulver erhältlich. Die Frucht ist auch in Energy-Drinks zu finden. 100 g dieses Pulvers enthalten 52,2 g Kohlenhydrate, 8,1 g Eiweiß und 32,5 g Fett und weisen somit ca. 2.240 kJ (= 534 kcal) an Nahrungsenergie auf. Der Kohlenhydratanteil beinhaltet 44,2 g Ballaststoffe und einen niedrigen Anteil an Mono- und Disacchariden. Weitere Inhaltsstoffe umfassen Vitamin C und A, Calcium und Eisen, sowie Aspartat und Glutamat. Der Fettanteil lässt sich in 56,2 % Ölsäure, 24 % Palmitinsäure und 12,5 % Linolensäure unterteilen. Açaí enthält außerdem β-Sitosterin.
Seit der starken Dezimierung von Euterpe edulis, die auch heute noch zur Gewinnung von Palmherzen herangezogen wird, ist Euterpe oleracea die bedeutendste Art zur Gewinnung von Palmherzen. Verarbeitung und Verkauf von Palmherzen ergaben 1988 einen Umsatz von 120 Millionen US-Dollar. Außer in Brasilien gibt es Palmherz-Konservenfabriken an der Pazifikküste von Kolumbien und Ecuador. Da die Palmen mehrstämmig sind, sterben sie durch die Gewinnung der Palmherzen nicht ab.
Seit 2005 wird die Frucht in den USA und Europa, im deutschsprachigen Raum unter der Bezeichnung „Açaí-Beere“, teilweise auch als „brasilianische Wunderbeere“, als sogenanntes Superfood vermarktet. Der Gehalt an Antioxidantien, Vitaminen und Mineralstoffen ist sehr hoch, aber nicht höher als in vielen anderen bekannteren Früchten. So wird der Gehalt an Antioxidantien durch Holunder, schwarze Johannisbeeren und Rotkohl deutlich übertroffen. Die versprochenen Wirkungen, von Gewichtsabnahme bis zur sexuellen Stimulation, sind nicht wissenschaftlich belegt. Da die empfindlichen Beeren den Transport nach Europa nicht überstehen, sind die Açaí-Produkte, die in Deutschland als oft überteuertes Superfood verkauft werden, nur als Pulver, Saft oder Püree erhältlich. Diese Produkte sind häufig mit Mineralölrückständen belastet.
Der Verzehr von nicht hitzebehandelten Açaí-Beeren bzw. deren Mark ist eine häufige Ursache von Infektionen mit Trypanosoma cruzi, dem Erreger der Chagas-Krankheit. In Brasilien gehen pro Jahr 100 bis 150 Fälle der Chagas-Krankheit auf das Konto verunreinigter Lebensmittel. Während der trockenen Saison zwischen Juli und Dezember kommt es auch zu mehr Chagas-Fällen durch Açaí-Beeren. Der Kot von Raubwanzen findet sich auf den Beeren und wird samt Erreger mit verspeist. Dauerformen von T. cruzi überleben im Kot lange Zeit auf den Pflanzen. Es kam in Nachbarländern Brasiliens auch schon durch den Verzehr von Palmherzen zu Chagas-Infektionen.
Das Erhitzen der Beeren bzw. deren Mark für 20 min auf über 43 °C ist eine sichere und praktikable Methode, um die nahrungsmittelbedingte, durch T. cruzi verursachte Chagas-Krankheit zu verhindern.
Neben der Nutzung als Lebensmittel wird die Palme auch auf andere Arten kommerziell genutzt. Die Blätter werden zu Hüten, Matten, Körben und Besen verarbeitet und das Holz wird als Baustoff verwendet. Aus den Beeren kann Açaí-Öl gewonnen werden.

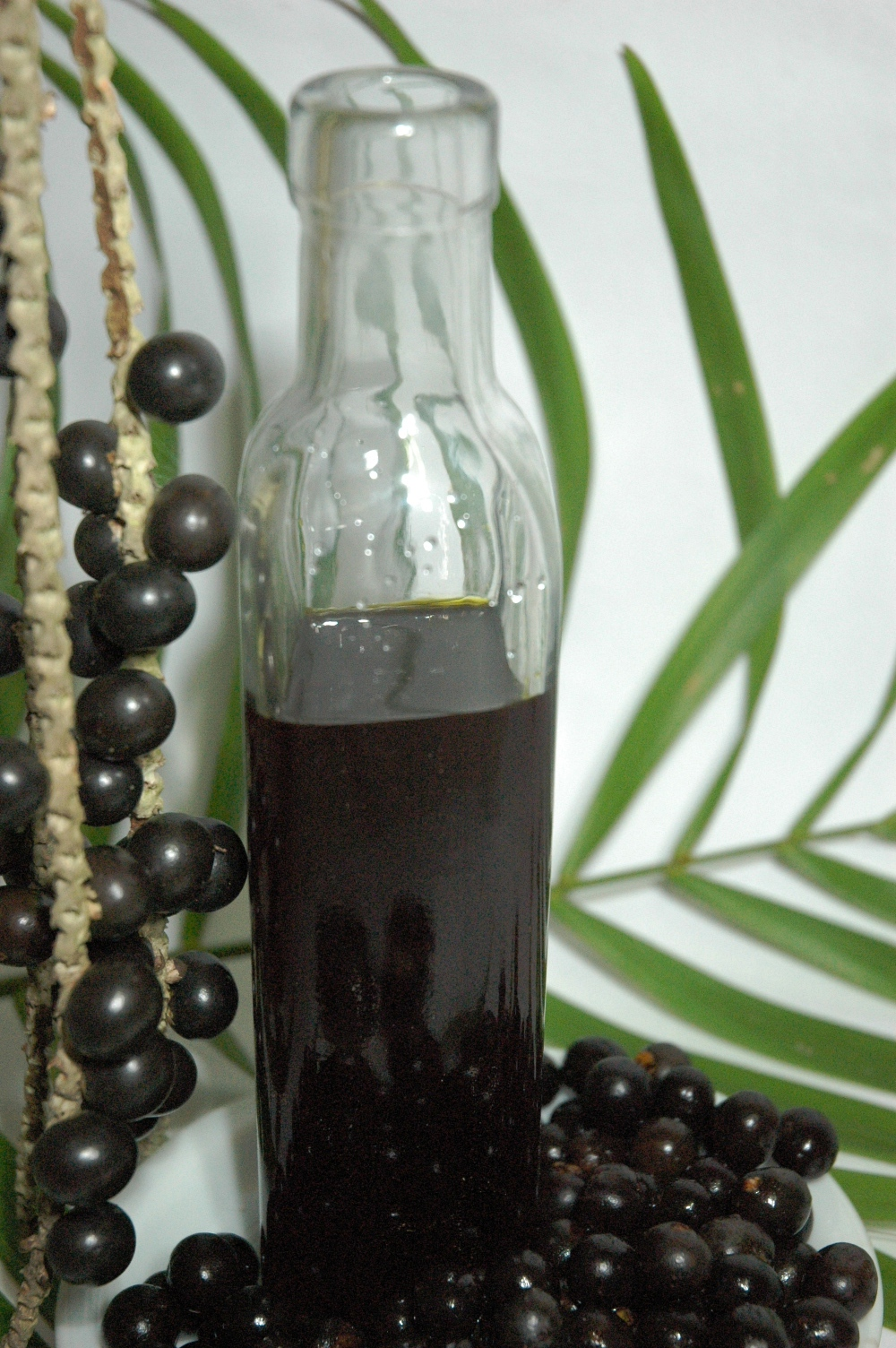
Açaí-Öl
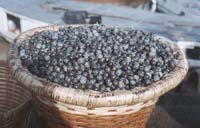
Açaífrüchte auf dem Markt in Belém
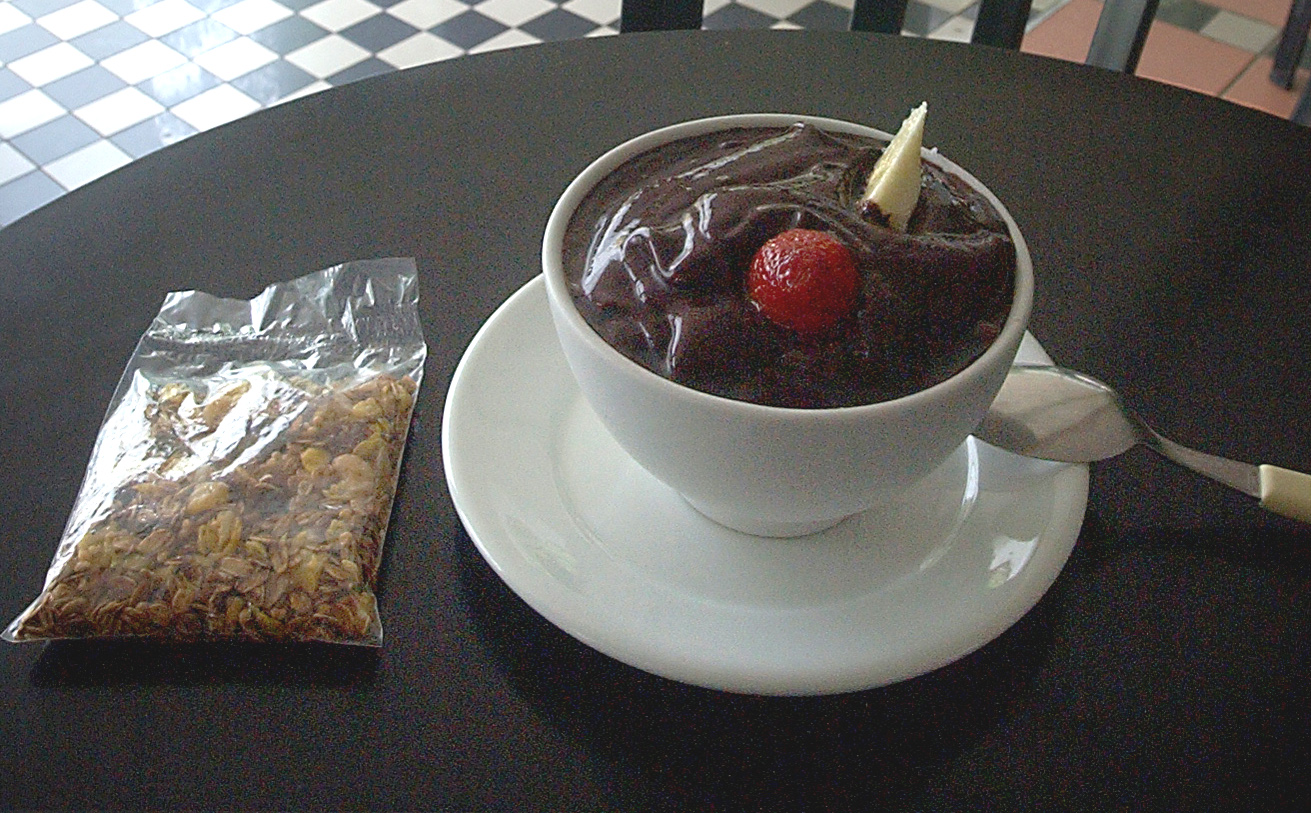
Eine typische Portion Açaí-Pulp
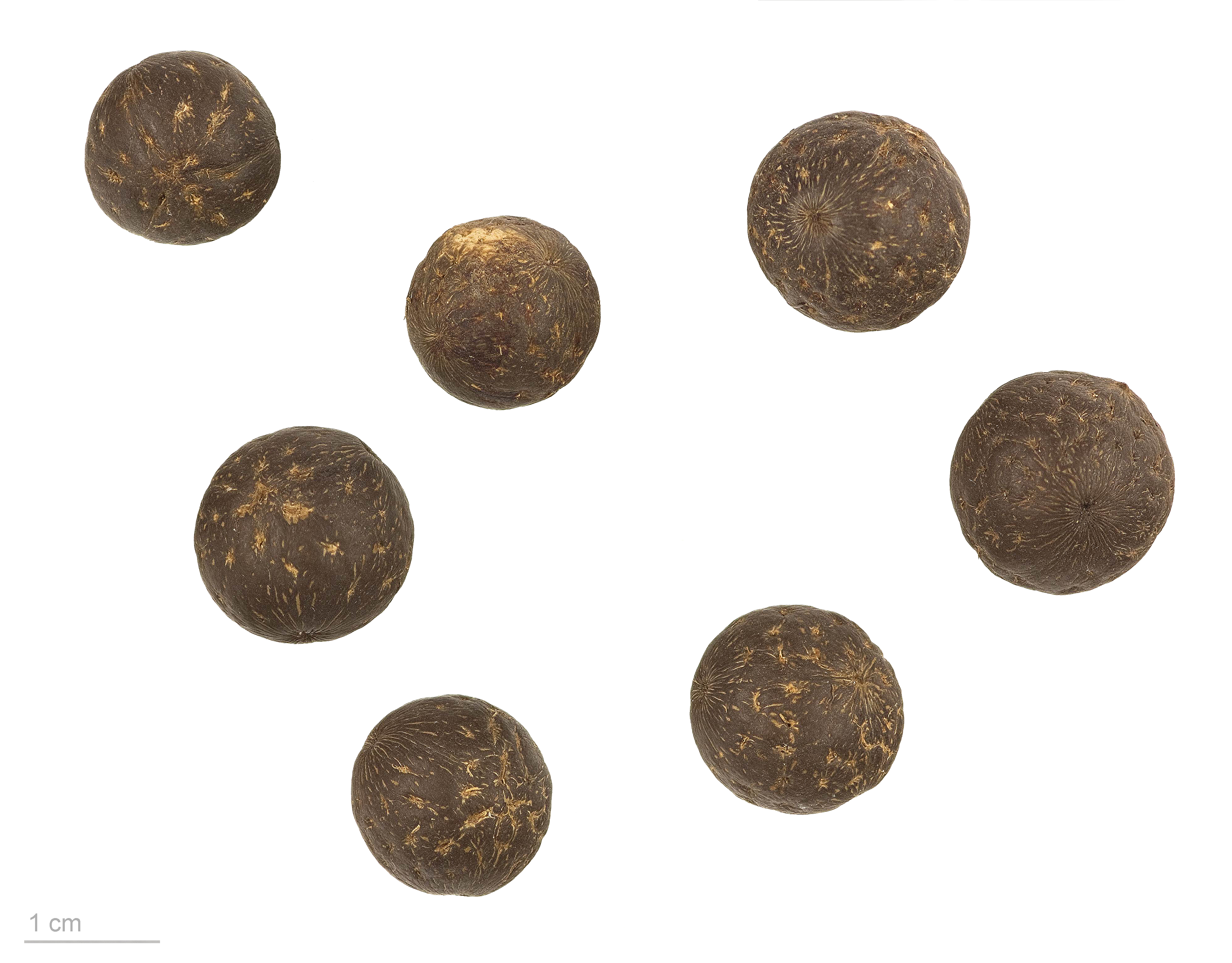
Euterpe oleracea